# 西域肯氏獸屬
西域肯氏獸屬（學名：Xiyukannemeyeria）是獸孔目二齒獸下目的一屬，生存於二疊紀中期（安尼西階）的中國。最初在1978年被命名時，被歸類於副肯氏獸的一個種，短吻副肯氏獸（Parakannemeyeria brevirostris）。但如果此種被歸類於副肯氏獸，副肯氏獸將不是天然單系群；在2002年，這個種被建立為新屬，短吻西域肯氏獸（Xiyukannemeyeria brevirostris）。